# أحمد الزند
أحمد الزند قاضٍ، ووزير العدل المصري منذ 20 مايو 2015 حتى 13 مارس 2016، ورئيس نادي قضاة مصر منذ 2009.

## النشأة
ولد عام 1946 بمحافظة الغربية بدمتنو، تخرج من كلية الشريعة والقانون بجامعة الأزهر عام 1970، أُعير عام 1991 إلى الإمارات العربية المتحدة، وعمل رئيسًا للمحكمة الشرعية لإمارة رأس الخيمة. شغل الزند منصب رئيس نادي طنطا الرياضي عام 2001، واستمر في منصبه حتى عام 2004، تولى الزند منصب رئيس مجلس إدارة نادي قضاة مصر عام 2009، وأعيد انتخابه مرة أخرى عام 2012. وفي 20 مايو 2015، أدى اليمين الدستورية كوزير للعدل خلفا لمحفوظ صابر، بعد استقالة الأخير على خلفية تصريحات اُعتبرت عنصرية. تمت إقالته من وزارة العدل في مارس 2016 إثر تصريحات مسيئة وردت على لسانه.

## محاولة اغتياله
في ديسمبر 2012، وبعد عقد مؤتمر طالب فيه الزند بإقالة النائب العام طلعت عبد الله، قام محتجون بإطلاق النار على الزند ورشقوه بالحجارة، وأصيب الزند على إثر ذلك بإصابات في الرأس.

## مواقفه السياسية
يُعتبر الزند من المحسوبين على نظام حسني مبارك، ومن الوجوه التي خاضت معارك ضد تيار استقلال القضاء. كما يعتبر الزند من أبرز المعارضين للرئيس الأسبق محمد مرسي، ومن المعارضين للإعلان الدستوري الذي أصدره الرئيس محمد مرسي في نوفمبر من عام 2012.

## تصريحاته المسيئة وإقالته
أصدر رئيس الوزراء شريف إسماعيل قرارا مساء يوم الأحد 13 مارس 2016 بإعفاء أحمد الزند من منصبه بعد تصريح أدلى به في مقابلة تلفزيونية اعتبر مسيئا للنبي محمد، ولم يشر بيان مقتضب أصدره مجلس الوزراء إلى أي سبب للإقالة. لكن البيان صدر بعد ساعات من تعبير الأزهر عن انزعاجه من قول الوزير المقال إن أي أحد يخالف القانون يحبس «حتى لو كان النبي».
وأثارت تصريح الزند مطالبات من سياسيين وإعلاميين ودعاة بإقالته ومحاكمته بتهمة ازدراء الدين الإسلامي، فيما طالب نشطاء على مواقع التواصل الاجتماعي الحكومة بتقديم اعتذار للمسلمين عن تصريح الزند «المسيء».
وفور تداول أنباء إقالته تتابعت تصريحات لقضاة أعضاء بنادي القضاة - الذي شغل الزند منصب رئيسه لسنوات قبل توليه حقيبة وزير العدل - تضامنا معه.

## وصلات خارجية
- ما قاله في مجلس الشعب 2012
- تضامنه مع النائب العام «عبد المجيد محمود» عند محاولة إقصاءه 2012